# Xiaoxinjie Xiang
Xiaoxinjie Xiang (kinesiska: 小新街, 小新街乡) är en socken i Kina. Den ligger i provinsen Yunnan, i den sydvästra delen av landet, omkring 230 kilometer söder om provinshuvudstaden Kunming. Antalet invånare är 26 406. Befolkningen består av 12 551 kvinnor och 13 855 män. Barn under 15 år utgör 30 %, vuxna 15-64 år 64 %, och äldre över 65 år 5,0 %.
Genomsnittlig årsnederbörd är 2 182 millimeter. Den regnigaste månaden är juli, med i genomsnitt 478 mm nederbörd, och den torraste är februari, med 30 mm nederbörd.